# Lead-Single
Eine Lead-Single, oder auch First-Single (erste Single), ist die erste Single, die von einem Künstler oder einer Band aus einem Studioalbum veröffentlicht wird, in der Regel vor der Veröffentlichung des Albums selbst oder gelegentlich am selben Tag des Veröffentlichungsdatums des Albums.
Ein ähnlicher Begriff, „Debüt-Single“ ist die erste Lead-Single, die überhaupt von einem neuen Künstler veröffentlicht wurde.

## Veröffentlichungsstrategien
Künstler wählen oft Songs, die schneller und dennoch repräsentativ für den Sound des Albums sind, als Lead-Singles. Solche Songs sind oft eingängiger und ziehen die Aufmerksamkeit der Zuhörer auf sich. Die nachfolgende Single könnte dann langsamer im Tempo sein, um die Vielfalt des Albums zu demonstrieren. Sängerinnen wie Mariah Carey und Christina Aguilera pflegen oft ebendiese Formel der Up-tempo-First-Lead-Single mit einem langsamen Ballade-Follow-up. Ein weiteres Beispiel sind zwei Singles von Miley Cyrus, die vor ihrem Album Bangerz veröffentlicht wurden – ein Up-tempo-Track namens We Can’t Stop wurde als erster und ein Slow-Ballad-Song Wrecking Ball als zweiter veröffentlicht. Nicht alle Künstler entscheiden sich jedoch, ihre Lead-Single mit den Up-tempo-Kriterien zu wählen. Künstler können eine Lead-Single veröffentlichen, die eine Botschaft enthält, die sie den Zuhörern vermitteln möchten, anstatt eines Songs mit mehr kommerziellem Potenzial. Ein Beispiel dafür wäre Fall Out Boy, der sich dafür entschieden hat, This Ain’t a Scene, It’s an Arms Race vor dem radiofreundlichen Thnks fr th Mmrs zu veröffentlichen.
In den späten 2010er Jahren begannen Künstler mit dem Trend, mehrere Singles zu veröffentlichen, bevor sie schließlich ein Studioalbum veröffentlichten. Ein ungenannter A&R-Vertreter bestätigte 2018 gegenüber Rolling Stone, dass „ein Künstler eine Grundlage schaffen muss, um seinen Erfolg zu erhalten“ und fügte hinzu, dass „Künstler eine große Platte veröffentlichen könnten, der Erfolg jedoch ausbliebe, wenn sie nie eine Grundlage aufgebaut hätten“. Derselbe Artikel zitierte Beispiele wie Cardi B, Camila Cabello und Jason Derulo, die vier oder mehr Singles vor der Veröffentlichung ihres Albums veröffentlichten.

## Alben mit mehr als einer Pre-Release-Single
In den 2000er Jahren entwickelte sich ein Trend, eine Lead-Single Monate vor dem Veröffentlichungsdatum des Albums zu veröffentlichen. Es ist ebenso üblich geworden, dass weitere Singles vor der Veröffentlichung des Albums veröffentlicht wurden. Zum Beispiel veröffentlichte Usher die Lead-Single Love in This Club vier Monate vor der Veröffentlichung von Here I Stand am 29. Mai 2008. Die zweite Single Love in This Club Part II wurde einen Monat vor dem Veröffentlichungsdatum des Albums veröffentlicht. Ein weiteres Beispiel ist Justin Timberlakes Album von 2013, The 20/20 Experience, das am 19. März 2013 veröffentlicht wurde. Die erste Single Suit & Tie wurde bereits zwei Monate vor dem Album veröffentlicht. Einen Monat vor der Veröffentlichung des Albums wurde eine weitere Single namens Mirrors veröffentlicht. Katy Perry veröffentlichte California Gurls als Single am 7. Mai 2010 und Teenage Dream am 23. Juli 2010, was letztendlich zur Veröffentlichung des Albums Teenage Dream am 24. August 2010 führte. Ed Sheeran tat etwas Ähnliches und veröffentlichte sowohl Shape of You als auch Castle on the Hill als Doppel-Lead-Singles von seinem Album ÷, obwohl diese Songs beide am selben Tag, dem 6. Januar 2017, veröffentlicht wurden.